# Ri Kun-mo
Ri Kun-mo, também traduzido como Ri Gun-mo (5 de abril de 1926 – 2001) foi um político norte-coreano. Foi primeiro-ministro de 29 de dezembro de 1986 a 12 de dezembro de 1988, quando foi substituído, supostamente devido a problemas de saúde. Ele sucedeu Kang Song-san. Seu sucessor foi Yon Hyong-muk.
Em 1998 foi nomeado Secretário-Chefe da Província de Hamgyong do Norte, mas ele foi removido em 2001 e provavelmente morreu pouco depois.